# Đại dịch COVID-19 tại Samoa
Đại dịch COVID-19 tại Samoa là một phần của đại dịch toàn cầu do virus corona 2019 (COVID-19) gây ra bởi virus corona gây hội chứng hô hấp cấp tính nặng 2 (SARS-CoV-2). Vi rút được xác nhận là đã xâm nhập vào Samoa vào ngày 18 tháng 11 năm 2020. Tính đến hết ngày 13 tháng 4 năm 2024, đã có 17,006 trường hợp nhiễm COVID-19 và 31 trường hợp tử vong ở Samoa.

## Bối cảnh
Vào ngày 12 tháng 1 năm 2020, Tổ chức Y tế Thế giới (WHO) xác nhận rằng coronavirus mới là nguyên nhân gây ra bệnh đường hô hấp ở một nhóm người ở thành phố Vũ Hán, tỉnh Hồ Bắc, Trung Quốc và đã được báo cáo cho WHO vào ngày 31 tháng 12 năm 2019.
Tỷ lệ ca tử vong đối với COVID-19 thấp hơn nhiều so với đại dịch SARS năm 2003, nhưng tốc độ truyền bệnh cao hơn đáng kể cùng với tổng số người chết cũng đáng kể.

## Dòng thời gian

### Tháng 1 năm 2020
Du lịch vào Samoa ngày càng bị hạn chế trong nỗ lực ngăn chặn sự lây lan của COVID-19 vào quốc gia này. Trước khi nhập cảnh, mọi người phải cách ly ít nhất 14 ngày cũng như hoàn thành thủ tục y tế. Vào ngày 27 tháng 1 năm 2020, Chính phủ Samoa đã ra lệnh cho tất cả khách du lịch vào Samoa phải điền vào mẫu Tuyên bố Sức khỏe Đặc biệt. Chính phủ cũng yêu cầu du khách Trung Quốc đại lục tự cách ly bản thân trong 14 ngày và không khuyến khích du lịch đến Trung Quốc hoặc các quốc gia khác bị ảnh hưởng bởi virus COVID-19.
Hai công dân Samoa đã dừng lại một thời gian ngắn ở Trung Quốc đã được đưa vào diện cách ly vào ngày 28 tháng 1 trong hai tuần tại bệnh viện quận Faleolo.

### Tháng 2 năm 2020
Vào ngày 3 tháng 2 năm 2020, 4 công dân Samoa (ba học sinh và một cựu học sinh) đã được sơ tán khỏi Vũ Hán trên chuyến bay thuê của Air New Zealand với sự hỗ trợ từ New Zealand, Úc và chính quyền Trung Quốc.
Vào ngày 9 tháng 2, 8 công dân Samoa đi từ Ấn Độ qua Singapore và Fiji đã bị từ chối nhập cảnh vào Samoa và bị đưa trở lại Fiji. Các nhà chức trách Samoa đã chỉ định Singapore là một quốc gia có nguy cơ cao do sự gia tăng các ca bệnh ở đó. Những người Samoa này được ở tại một khách sạn ở Nadi, Fiji và không được phép trở lại Samoa cho đến cuối tuần sau.
Vào ngày 22 tháng 2, Samoa đã cấm tất cả tàu du lịch đến thăm đất nước. Vào ngày 29 tháng 2, chính phủ đã công bố các hạn chế đối với việc đi lại bằng đường hàng không với tần suất các chuyến bay quốc tế đến Samoa sẽ giảm từ ngày 2 tháng 3.

### Tháng 3 năm 2020
Vào ngày 18 tháng 3, Samoa đã báo cáo trường hợp nghi ngờ đầu tiên nhiễm virus corona, là một cá nhân đến từ New Zealand. Các mẫu của người này đã được đưa đến Melbourne để xét nghiệm. Bệnh nhân được đưa vào cách ly tại Bệnh viện Tupua Tamasese Meaole của Apia. Các mẫu đã được gửi đến Melbourne để kiểm tra, có thể mất 10-20 ngày làm việc để gửi lại. Đáp lại, Chính phủ Samoa yêu cầu tất cả du khách bao gồm cả công dân Samoa phải kiểm tra sức khỏe khi trở về. Vào ngày 20 tháng 3, Samoa tuyên bố tình trạng khẩn cấp, đóng cửa biên giới của mình đối với tất cả trừ công dân trở về nước.
Vào ngày 21 tháng 3, Bộ Y tế Samoa xác nhận rằng 8 trường hợp nghi ngờ nhiễm virus corona đang được xét nghiệm. Tất cả những người này đều có tiền sử đi du lịch hoặc tiếp xúc với người thân từng đi du lịch nước ngoài. Vào ngày 22 tháng 3, Thủ tướng Samoa Tuilaepa Aiono Sailele Malielegaoi thông báo rằng trường hợp nghi ngờ đầu tiên của COVID-19 đã được loại bỏ. Trong khi ông xác nhận rằng 6 trong số 8 trường hợp nghi ngờ đã xét nghiệm âm tính với coronavirus, họ vẫn đang chờ kết quả xét nghiệm cho hai bệnh nhân còn lại đến từ New Zealand. Cùng ngày hôm đó, Samoa cũng đình chỉ việc đi lại bằng đường hàng không với Úc và hạn chế các chuyến bay từ New Zealand.
Vào ngày 24 tháng 3, có báo cáo rằng có tổng cộng 7 trường hợp nghi ngờ nhiễm virus corona đang chờ xét nghiệm ở New Zealand.
Vào ngày 25 tháng 3, Malielegaoi thông báo rằng những cá nhân không tuân thủ quy định hạn chế do COVID-19 sẽ bị phạt. Vào ngày 26 tháng 3, Chính phủ Samoa đã đưa ra các biện pháp bao gồm cấm tàu đánh cá vào Samoa và phạt các doanh nghiệp vi phạm vùng kiểm dịch. Chỉ các tàu chở hàng hóa và xăng dầu mới được phép vào Samoa.

### Tháng 4 năm 2020
Vào ngày 11 tháng 4, Chính phủ Samoa đã thông qua gói cứu trợ trị giá 23,6 triệu đô la Mỹ để giúp đỡ lĩnh vực khách sạn của đất nước, vốn đã buộc phải sa thải 500 công nhân khách sạn do ảnh hưởng kinh tế của đại dịch.
Vào ngày 15 tháng 4, Chính phủ Samoa đã nới lỏng một số tình trạng hạn chế khẩn cấp bao gồm mở lại việc đi lại hàng hải giữa các đảo và giao thông công cộng với những hạn chế về giờ hoạt động và hành khách. Các nhà hàng và chợ được phép mở cửa trở lại trong thời gian giới hạn. Tuy nhiên, các quy tắc về giãn cách xã hội và các hạn chế khẩn cấp khác vẫn có hiệu lực.
Vào ngày 20 tháng 4, Đài phát thanh New Zealand đưa tin rằng gần 300 người đã bị bắt ở Samoa vì vi phạm "Lệnh khẩn cấp của Bang do Covid-19", có hiệu lực vào ngày 21 tháng 3. Vào ngày 14 tháng 5, Malielegaoi đã bác bỏ đề xuất của Chính phủ New Zealand về "bong bóng du lịch Thái Bình Dương" do Canberra và Wellington không muốn kiểm tra khách du lịch và lo ngại về sự bùng phát trở lại của đợt bùng phát dịch sởi năm 2019 ở Samoa.

### Tháng 6 năm 2020
Vào ngày 10 tháng 6, Thủ tướng Malielegaoi đã tuyên bố nới lỏng các hạn chế đối với các dịch vụ tôn giáo, người bán hàng rong, đám cưới và hội đồng làng matai. Những người bán hàng rong sẽ chỉ được phép bán trái cây, rau, thực phẩm nấu chín và một số loại hàng dệt nhất định trong khi bán trên các lối đi bộ sẽ vẫn bị cấm. Các nhà thờ phải thực hiện giãn cách xã hội 2 mét nhưng các sự kiện lớn như hội nghị nhà thờ và các cuộc họp quốc gia vẫn bị cấm. Quy định mới của Tiểu bang Khẩn cấp cũng cho phép tổ chức đám cưới trong khách sạn nhưng giới hạn danh sách khách mời là 50 người. Các hoạt động chợ, du ngoạn bãi biển và sông bị cấm vào Chủ nhật. Vẫn có giới hạn 5 người đối với đám tang, phong tặng tước hiệu truyền thống, sinh nhật, đoàn tụ và lễ khai trương.

### Tháng 11 năm 2020
Sau khi phát hiện 3 trường hợp mới ở Samoa thuộc Mỹ do đi du lịch biển, chính quyền Samoa đã mở một cuộc điều tra về việc liệu 3 người bị nhiễm bệnh đã xuống tàu container Fesco Askold đã cập cảng Apia vào cuối tuần qua.
Vào ngày 18 tháng 11, Samoa xác nhận trường hợp nhiễm đầu tiên: một thủy thủ đã trở về từ Auckland, New Zealand vào tuần trước. Các thủy thủ đã trải qua quá trình cách ly có quản lý. Anh đã xét nghiệm dương tính vào đêm hôm trước nhưng sau đó lại cho kết quả âm tính trong lần xét nghiệm thứ hai. Anh được chăm sóc tại một khu cách ly ở Bệnh viện Tupua Tamasese Motootua. Sau đó, thủy thủ này đã có kết quả âm tính với COVID-19 trong lần kiểm tra lần thứ ba nhưng vẫn được theo dõi. Anh ta là thành viên của đội 27 thủy thủ người Samoa từng làm việc với Công ty Vận tải biển Địa Trung Hải ở Châu Âu. Các thủy thủ là một phần của đội ngũ 247 hành khách đã được hồi hương về Samoa trên một chuyến bay thuê của Air New Zealand.
Vào ngày 24 tháng 11, Samoa đã kéo dài thời gian cách ly từ 14 lên 21 ngày do số ca COVID-19 tăng đột biến ở California.
Vào ngày 27 tháng 11, Samoa báo cáo trường hợp thứ hai trong tình trạng cách ly, một người đàn ông 70 tuổi đã đi từ Melbourne và Auckland đến Apia trên cùng chuyến bay với trường hợp bị nghi ngờ đầu tiên.

### Tháng 12 năm 2020
Vào ngày 29 tháng 12, Samoa đã cấm du khách từ Vương quốc Anh và Nam Phi theo một tư vấn du lịch sửa đổi mới cho các chuyến bay hồi hương. Điều này nhằm phản ứng với việc phát hiện ra các biến thể của COVID-19 là biến thể VOC 2020/12/01 và biến thể 501.V2 có vẻ dễ lây lan hơn các biến thể trước đó.